# Hangar
En hangar er en større bygning til opbevaring og reparation af luftfartøjer. Ordet hangar stammer fra fransk og betyder skur.